# Lynchage de Jesse Washington
Vous lisez un « bon article » labellisé en 2018.
Jesse Washington est un ouvrier agricole afro-américain lynché à Waco au Texas le 15 mai 1916. Washington est âgé de 17 ans lorsqu'il est accusé du viol et du meurtre de la femme de son employeur à Robinson au Texas. Il n'y a aucun témoin oculaire de l'agression, mais il est vu à proximité de la maison vers l'heure du meurtre. Rapidement arrêté, il est interrogé par le shérif du comté de McLennan et finit par avouer.
Washington est jugé pour meurtre au tribunal de Waco. Il plaide coupable et est rapidement condamné à mort. Aussitôt après l'annonce de la sentence, il est entraîné hors du tribunal par des spectateurs et lynché devant l'hôtel de ville. Plus de 10 000 personnes, dont des membres de l'administration et de la police et des écoliers libérés pour leur pause de midi, se rassemblent pour assister au lynchage. La foule castre Washington, lui coupe les doigts et le suspend au-dessus d'un feu de joie. On le hisse et le redescend dans les flammes à plusieurs reprises et pendant environ deux heures pour retarder sa mort. Après l'extinction du feu, son torse calciné est trainé dans la ville et des morceaux de son corps sont vendus en souvenirs. Un photographe professionnel prend des clichés de l'événement, fournissant ainsi l'un des rares témoignages visuels d'un lynchage en cours. Ces images sont imprimées et vendues comme cartes postales à Waco.
Si ce lynchage est soutenu par de nombreux habitants de Waco, il est en revanche condamné par les journaux de tous les États-Unis. La National Association for the Advancement of Colored People (NAACP) engage l'activiste Elisabeth Freeman pour enquêter sur place. Elle réalise une analyse détaillée de l'événement en dépit des réticences des habitants à s'exprimer sur le sujet. Après avoir reçu le rapport de Freeman, le cofondateur de la NAACP, W. E. B. Du Bois, publie un compte-rendu complet avec des photographies du corps calciné de Washington dans le magazine The Crisis et la NAACP met en exergue cette mort dans le cadre de sa campagne anti-lynchage.
La mort de Washington reçoit une couverture médiatique sans précédent aux États-Unis, affectant durablement la réputation de Waco (jusqu'alors considérée comme une ville moderne et progressiste), et contribuant à réduire la pratique du lynchage dans le pays.
Ce lynchage est cité dans le film BlacKkKlansman de Spike Lee, sorti en 2018.

## Contexte
À la fin du XIXe siècle et au début du XXe siècle, un nombre significatif de lynchages ont lieu dans les États du sud-est des États-Unis principalement contre les Afro-Américains dans les États du Mississippi, de la Géorgie et du Texas. Entre 1890 et 1920, environ 3 000 Noirs sont tués par des foules, principalement en représailles de supposés crimes contre des Blancs. Les partisans du lynchage justifient la pratique comme un moyen d'assurer la domination sur les Afro-Américains, à qui ils attribuent une nature criminelle. Le lynchage permet également de renforcer la solidarité entre Blancs à une époque de rapides changements démographiques et culturels. Si cette pratique est tolérée dans la plupart des communautés du sud, des opposants commencent à apparaître, dont certains leaders religieux et la récente National Association for the Advancement of Colored People (NAACP).

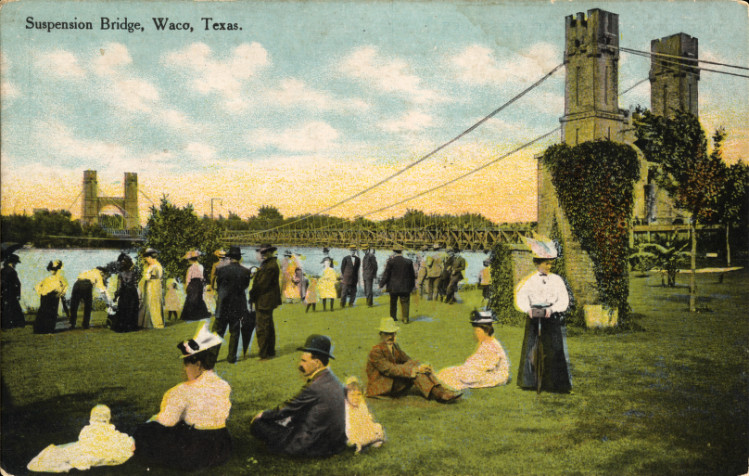
Carte postale de 1911 représentant des habitants de Waco. La ville se voulait un endroit idyllique.

En 1916, Waco au Texas est une ville prospère de 30 000 habitants. Après qu'elle a été associée au crime durant le XIXe siècle, les chefs de la communauté cherchent à changer sa réputation et envoient des délégations dans tous les États-Unis pour la décrire comme un endroit idyllique. Dans les années 1910, l'économie de Waco est développée et la ville a acquis une réputation pieuse. Une classe moyenne noire a émergé dans la région ainsi que deux universités traditionnellement noires. Au milieu des années 1920, les Noirs représentent environ 20 % de la population de Waco. Dans son étude de 2006 sur le lynchage, la journaliste Patricia Bernstein décrit la ville comme couverte d'un « fin vernis » de paix et de respectabilité. Les tensions raciales sont cependant présentes : les journaux locaux mettent l'accent sur les crimes commis par des Afro-Américains et Sank Major, un homme noir, est lynché sur un pont près du centre-ville en 1905. Un petit nombre d'activistes anti-lynchage vivent dans la région, dont le président de l'université Baylor. En 1916, plusieurs facteurs entraînent un développement du racisme local dont la projection de Naissance d'une nation, film très populaire de D. W. Griffith qui promeut le suprémacisme blanc, et la vente de photographies d'un homme noir récemment lynché à Temple au Texas.

## Meurtre et arrestation
À Robinson au Texas, Lucy Fryer est tuée le 8 mai 1916 alors qu'elle se trouve seule chez elle. Elle et son époux George sont des immigrants anglais respectés dans la communauté rurale, où ils exploitent une ferme. Le shérif du comté de McLennan, Samuel Fleming, est rapidement informé du meurtre et lance immédiatement une enquête avec une équipe composée de policiers, d'habitants et d'un médecin. Ce dernier détermine que Lucy Fryer est morte des suites d'un traumatisme crânien. Les voisins soupçonnent Jesse Washington, un adolescent noir de 17 ans qui travaille sur la ferme des Fryer depuis cinq mois. L'un d'eux affirme ainsi avoir vu Washington près de la maison quelques minutes avant que le corps de Lucy ne soit découvert,. Dans la soirée, les assistants du shérif se rendent chez Washington et le trouvent devant sa maison, vêtu d'une blouse couverte de sang. Il déclare que le sang est le sien et qu'il a saigné du nez. Jesse, son frère William et leurs parents sont emmenés dans la ville voisine de Waco pour être interrogés. Ses parents et son frère sont rapidement relâchés, mais Jesse subit de nouveaux interrogatoires. Les enquêteurs rapportent qu'il nie, mais donne des explications contradictoires sur ses actes. Selon une rumeur, il aurait eu une altercation avec un homme blanc quelques jours avant le meurtre.
Le 9 mai, Fleming emmène Washington dans le comté de Hill pour lui éviter des représailles. À l'issue d'un interrogatoire mené par le shérif du comté, Fred Long, et par Fleming, Washington reconnaît avoir tué Lucy Fryer à la suite d'une dispute concernant ses mules ; il décrit l'arme du crime et son emplacement,. Long emmène Washington à Dallas, tandis que Fleming rentre à Robinson. Fleming découvre rapidement un marteau ensanglanté à l'endroit indiqué par Washington. À Dallas, ce dernier signe une déclaration qui décrit les circonstances du viol et du meurtre de Lucy Fryer, qui est publiée le lendemain dans les journaux de Waco. Ces derniers embellissent l'histoire en décrivant les tentatives de résistance de la victime alors que Washington l'attaquait, bien que le médecin qui a examiné son corps ait indiqué qu'elle avait été tuée avant de pouvoir se défendre. Une foule furieuse se rassemble devant la prison de Waco dans la soirée, mais se disperse quand elle découvre que Washington n'y est pas. Un journal salue néanmoins l'action, et la même nuit, une petite cérémonie funéraire privée est organisée en hommage à Lucy Fryer.
Le 11 mai, un grand jury est réuni dans le comté de McLennan et Washington est inculpé. Le procès est programmé pour le 15 mai. Le journal Times-Herald de Waco publie une annonce le 12 mai demandant aux résidents de la ville de laisser la justice décider du sort de Washington. Fleming se rend à Robinson le 13 mai pour demander aux habitants de rester calmes et son discours est bien accueilli. Plusieurs avocats inexpérimentés assurent sa défense. Ils ne préparent pas de plaidoirie, mais relèvent que Washington paraît placide les jours précédant le procès.

## Procès et lynchage

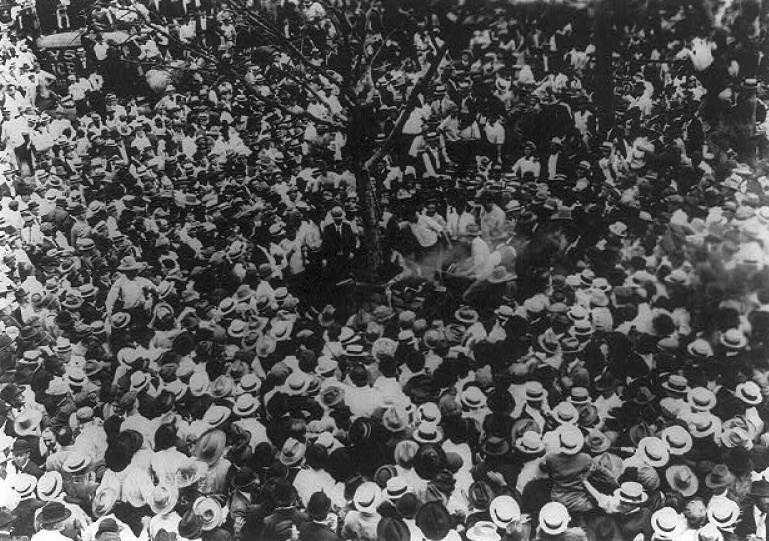
La foule se prépare à lyncher Jesse Washington.

Le matin du 15 mai, le tribunal de Waco se remplit rapidement et la foule empêche presque les juges d'entrer. Plus de 2 000 personnes sont présentes à l'intérieur et à l'extérieur de la salle,. Les participants sont presque tous blancs, mais quelques membres silencieux de la communauté noire de la ville sont néanmoins présents. Lorsque Washington est amené à l'audience, un homme pointe un pistolet sur lui, mais est rapidement désarmé. Le juge tente de maintenir l'ordre et demande à l'auditoire de rester silencieux. Le choix des jurés se fait rapidement, la défense ne s'oppose à aucun des choix de l'accusation. Bernstein avance que le procès avait une « atmosphère de tribunal de pacotille ». Lorsque le juge demande à l'accusé s'il plaide coupable ou non coupable et détaille les peines encourues, Washington marmonne une réponse, peut-être un « Oui », que la cour interprète comme un plaider-coupable. L'accusation décrit les charges et la cour entend les témoignages des officiers de police et du médecin qui a examiné le corps de Lucy Fryer. Le docteur explique comment la victime est morte, sans mentionner de viol. L'avocat de Washington lui demande s'il a commis le crime. Washington répond alors « That's what I done » (« C'est ça qu'j'ai fait ») et s'excuse à voix basse. Le procureur s'adresse à l'auditoire et déclare que le procès a été conduit équitablement, ce à quoi la foule répond par une ovation. Le jury se retire ensuite pour délibérer.
Après quatre minutes, le premier juré rend un verdict de culpabilité et annonce la condamnation à mort. Le procès a duré environ une heure. Les policiers s'approchent de Washington pour l'emmener mais ils sont repoussés par des spectateurs qui traînent Washington à l'extérieur,. Le jeune homme se défend et mord un homme mais est rapidement réduit au silence par la foule. Une chaîne est placée autour de son cou et il est traîné en direction de l'hôtel de ville par une foule grossissante. Sur le chemin, il est déshabillé, poignardé et frappé à plusieurs reprises à l'aide d'objets contondants. Un groupe a apporté du bois pour préparer un brasier à proximité d'un arbre en face de l'hôtel de ville. Washington, à peine conscient et couvert de sang, est aspergé d'essence et suspendu à l'arbre par la chaîne avant d'être descendu au sol,. La foule lui coupe les doigts, les oreilles et les orteils. Le feu est allumé et Washington est à plusieurs reprises levé et descendu dans les flammes par ses bourreaux afin de prolonger son agonie,. Washington tente de remonter la chaîne mais n'y parvint pas du fait de la perte de ses doigts. Le feu est éteint après deux heures, permettant à la foule de ramasser des os et des maillons de la chaîne en guise de souvenirs. L'un des participants emporte une partie des organes génitaux de Washington et un groupe d'enfants arrache ses dents pour les vendre. Le torse et la tête calcinés sont retirés de l'arbre et traînés par un cheval dans la ville. Ses restes sont emmenés à Robinson où ils sont publiquement exposés jusqu'à ce qu'un policier récupère le corps dans l'après-midi pour l'enterrer.
Le meurtre attire une importante foule, dont le maire et le chef de la police, bien que le lynchage soit illégal au Texas,. Fleming demande à ses adjoints de ne pas interrompre le supplice et personne n'est arrêté à la suite de l'événement. Ses actions ont peut-être été motivées par un désir de montrer qu'il luttait sévèrement contre le crime en prévision de sa candidature à sa réélection au poste de shérif plus tard dans l'année. Le maire John Dollins a peut-être également encouragé la foule en croyant qu'un lynchage lui serait politiquement favorable. La foule aurait rassemblé, à son maximum, 15 000 personnes, soit la moitié de la population de Waco. Le téléphone a permis de rameuter rapidement les spectateurs. Les médias locaux ont rapporté que des « cris de joie » ont été entendus lorsque Washington brûlait, tout en précisant que certains participants ont manifesté leur désapprobation. Le Waco Semi-Weekly Tribune affirme que de nombreux habitants noirs de Waco ont assisté au lynchage, une affirmation jugée douteuse par l'historienne Grace Hale de l'université de Virginie. Les résidents de Waco, qui n'ont aucun lien avec la famille Fryer, forment l'essentiel de la foule. Certains membres des communautés rurales voisines, dont peut-être George Fryer, se sont rendus en ville avant le procès pour assister aux événements,. Le lynchage se déroulant en milieu de journée, les enfants des écoles voisines se sont rendus dans le centre-ville pour y assister, et certains ont grimpé dans les arbres pour avoir une meilleure vue,. De nombreux parents approuvent la présence de leurs enfants, espérant que ce lynchage renforcerait leur foi dans la suprématie blanche ; le feu aurait d'ailleurs été allumé par un enfant. Certains Texans considèrent la participation à un lynchage comme un rite de passage pour les jeunes hommes.

## Conséquences
Fred Gildersleeve, un photographe professionnel habitant à Waco, arrive devant l'hôtel de ville peu avant le supplice, possiblement à la demande du maire. Ses photographies fournissent l'un des rares témoignages visuels d'un lynchage en cours plutôt que l'image typique montrant uniquement les victimes mortes. Les photographies de Gildersleeve incluent des images de la foule prises depuis un immeuble et des gros plans du corps de Washington. Certaines auraient été prises par son assistant. Gildersleeve développe des cartes postales montrant des adolescents, parfois âgés de 12 ans, rassemblés autour du corps de Washington. Les individus photographiés ne font rien pour dissimuler leur identité. Manfred Berg, de l'université de Heidelberg, considère que leur volonté d'être photographiés indique qu'ils savaient que personne ne serait accusé du meurtre de Washington. Bien que certains résidents de Waco aient envoyé des cartes à des proches en dehors de la ville, plusieurs citoyens influents persuadent Gildersleeve d'arrêter de les vendre de peur qu’elles ne finissent par détériorer l'image de la cité.
Dans les jours qui suivent l'événement, les journaux condamnent fermement le lynchage. En moins d'une semaine, l'information est publiée jusqu'en Angleterre. L'éditorial du New York Times fait remarquer que « dans aucune autre région prétendant être civilisée, un homme n’aurait pu être brûlé à mort dans les rues d'une grande ville au milieu de l'exultation sauvage de ses habitants ». Dans le New York Age, James Weldon Johnson décrit les lyncheurs comme « inférieurs à toute autre personne habitant aujourd'hui la Terre ». Bien que de nombreux journaux du Sud aient auparavant considéré le lynchage comme un moyen de défense d'une société civilisée, la mort de Washington les conduit à ne plus s'exprimer de cette manière. Le Montgomery Advertiser écrit « qu'aucun autre sauvage ne fut plus cruel […] que les hommes qui ont participé à cet épisode horrible et presque invraisemblable ». Au Texas, le Houston Chronicle et l'Austin American critiquent les lyncheurs mais décrivent la ville en termes élogieux,. Le Dallas Morning News rapporte l'histoire dans des pages secondaires. À Waco, le Times-Herald évite d'exprimer une opinion. Le Waco Morning News affirme brièvement sa désapprobation du lynchage mais concentre ses critiques sur les journaux qui, selon lui, attaquent la ville de manière injuste, qualifiant dédaigneusement de « bien-pensants » les éditoriaux qui ont condamné l'événement. Un journaliste du Waco Semi-Weekly Tribune défend le lynchage en avançant que Washington méritait de mourir et que les Noirs doivent voir sa mort comme un avertissement contre le crime. Le journal cite ensuite un éditorial du Houston Post hostile au lynchage afin de démontrer que la ville est attaquée.
À l'inverse de nombreux résidents de Waco, quelques personnalités religieuses et les dirigeants de l'université Baylor condamnent le lynchage. Le juge qui a présidé le procès de Washington avance plus tard que les lyncheurs sont des « meurtriers » et le premier juré déclare à la NAACP qu'il désapprouve leur action,,. Quelques citoyens ont envisagé de mener une protestation, mais l'idée est abandonnée de peur de représailles et de paraître hypocrites. Après le supplice, les fonctionnaires de la ville affirment que les lyncheurs étaient réduits à un petit groupe de mécontents. Même si ces affirmations sont contredites par les photographies, de nombreux récits sur l'histoire de Waco ont repris cette idée,. 
Comme cela était la norme pour de tels événements, personne n'a été inquiété pour avoir participé au lynchage. Il n'y a pas eu non plus de répercussion négative pour Dollins et le chef de la police John McNamara : bien qu’ils n’aient rien fait pour arrêter la foule, ils sont demeurés très respectés à Waco.
Certains témoins du lynchage ont cependant été victimes de cauchemars persistants et de traumatismes psychologiques.
Les dirigeants de la communauté noire de Waco ont exprimé publiquement leurs condoléances à la famille Fryer et ne se sont plaints du lynchage de Washington qu'en privé. Une exception a été le journal Paul Quinn Weekly de l'université Paul Quinn, une institution de Dallas réservée aux Noirs, qui a publié plusieurs articles critiquant les lyncheurs et l'administration de la ville. Dans un article, l'auteur affirme que Jesse Washington est innocent, au contraire de George Fryer. A. T. Smith, l'éditeur du journal, est ensuite condamné pour diffamation. George Fryer a également poursuivi l'université pour diffamation, sa véhémence poussant certains habitants de Robinson à se demander s'il n'a pas joué un rôle dans la mort de sa femme. Bernstein avance que cette hypothèse est « hautement improbable » mais concède qu'il y a « l'ombre d'une possibilité » qu'il en porte une part de responsabilité.

## Enquête et campagne de la NAACP
La National Association for the Advancement of Colored People (NAACP) engage Elisabeth Freeman, une militante pour le droit de vote des femmes de New York, pour enquêter sur le lynchage,. Elle s'était déjà rendue au Texas au début de l'année 1916 pour aider à organiser le mouvement pour le droit de vote dans l'État. Après avoir participé à une réunion sur ce thème à Dallas au début du mois de mai, elle se rend à Waco pour interroger les habitants, se présentant comme une journaliste. Elle constate que presque personne ne souhaite évoquer l'événement,. Elle rencontre des représentants de la ville et obtient des photographies de Gildersleeve, initialement réticent à les fournir,. Elisabeth Freeman parvient à convaincre les représentants de la ville qu'elle a l'intention de défendre Waco contre les critiques à son retour dans le Nord. Certains journalistes locaux deviennent néanmoins de plus en plus suspicieux et conseillent aux habitants de ne pas parler aux étrangers. En revanche les Afro-Américains de la ville l'accueillent chaleureusement.

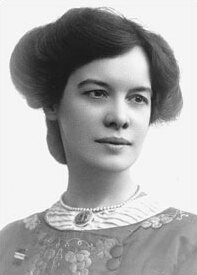
Elisabeth Freeman en 1913.

Fleming et le juge qui a présidé au procès déclarent tous deux qu'ils ne sont pas en cause dans le lynchage. Un enseignant, qui a connu Washington, déclare à Freeman que ce dernier était illettré et que toutes les tentatives pour lui apprendre à lire avaient échoué. Freeman conclut que les résidents blancs sont généralement en faveur du lynchage de Washington même si beaucoup considèrent que son corps n'aurait pas dû être mutilé. Elle détermine que la foule a été menée par un maçon, un bistrotier et plusieurs employés d'une usine de glace. La NAACP ne les identifie pas publiquement,. À la fin de l'enquête, Freeman conclut que Washington a bien tué Lucy Fryer, motivé par les mauvais traitements qu'il avait reçus de la part de George Fryer.
W. E. B. Du Bois est révolté par les nouvelles du lynchage et déclare que « tout discours sur le triomphe du christianisme ou l'expansion de la culture humaine ne sont que des fadaises vaines tant que le lynchage de Waco est possible aux États-Unis ». Après avoir reçu le rapport de Freeman, il place une image du corps de Washington sur la couverture du journal The Crisis, le magazine de la NAACP, et y rapporte l'événement,. Cette édition, intitulée The Waco Horror, est publiée en tant que supplément de huit pages dans le numéro de juillet. Du Bois popularise l'expression Waco Horror pour désigner le lynchage de Washington, le Houston Chronicle et le New York Times ayant auparavant employé le mot « horreur » pour décrire le lynchage. En 1916, The Crisis a un tirage d'environ 30 000 exemplaires, trois fois le nombre de membres de la NAACP. Bien que le périodique ait auparavant fait campagne contre le lynchage, ce numéro est le premier contenant des images d'une telle mise à mort. Le comité de la NAACP est initialement réticent à l'idée de publier des images aussi choquantes mais Du Bois insiste en avançant que des images non censurées permettront de faire changer les mentalités. En plus des images, l'édition contient des témoignages recueillis par Freeman auprès des habitants de Waco. Du Bois rédige l'article de The Crisis et édite et organise le rapport de Freeman pour sa publication, sans la citer. L'article se termine par un appel en faveur du mouvement anti-lynchage. La NAACP distribue le rapport à des centaines de journaux et de politiciens, une campagne qui débouche sur une large condamnation du lynchage. De nombreux observateurs blancs sont ainsi troublés à la vue des Sudistes célébrant le supplice. The Crisis publiera à nouveau des images de lynchages dans ses éditions suivantes et la mort de Washington continuera de faire l'objet d'articles dans le journal. Le journaliste Oswald Garrison Villard écrit dans une des éditions que le « crime à Waco est un défi à notre civilisation américaine ».
D'autres journaux noirs ont couvert le lynchage, de même que des périodiques libéraux comme The New Republic et The Nation. Freeman voyage dans tous les États-Unis pour faire des discours, estimant qu'un changement dans l'opinion publique fera plus que des actions législatives. Même si d'autres lynchages ont atteint des niveaux de brutalité comparables à celui de Washington, la disponibilité des images et la publicité autour de sa mort en font une cause célèbre. Les dirigeants de la NAACP espèrent lancer une bataille légale contre les responsables de la mort de Washington mais ils abandonneront devant le coût de la procédure. La NAACP connaît en effet des problèmes financiers à cette période. Leur campagne permet de lever des fonds, bien que son ampleur soit amoindrie en raison de l'entrée des États-Unis dans la Première Guerre mondiale,. Le président de la NAACP, Joel Elias Spingarn, avancera que la campagne a placé « le lynchage dans l'esprit du public comme étant un problème national ». Bernstein décrit cette campagne anti-lynchage comme le « commencement d'une bataille qui allait durer de nombreuses années ».
Le nombre de lynchages aux États-Unis augmente à la fin des années 1910. Des événements similaires ont lieu à Waco dans les années 1920, en particulier du fait de la résurgence du Ku Klux Klan. Néanmoins, les autorités commencent à protéger les Noirs contre ces attaques car elles craignent que la mauvaise publicité effraie les investisseurs. La NAACP combat pour que le lynchage soit considéré comme une pratique sauvage et barbare, une conception qui finit par devenir prédominante dans l'opinion publique. Bernstein crédite les efforts de la NAACP pour avoir aidé à mettre un terme « aux pires atrocités du système raciste » dans la région de Waco.

## Analyses et postérité
En 2011, Manfred Berg conclut que Washington a probablement tué Fryer mais doute du viol. La même année, Julie Armstrong de l'université du Sud de la Floride avance que Washington n'a probablement pas commis les actes qui lui sont reprochés. Bernstein note que les motivations de Washington n'ont jamais été établies. Elle affirme également que ses aveux auraient pu être extorqués et que l'arme du crime, peut-être la principale preuve contre lui, aurait pu être placée par les autorités.

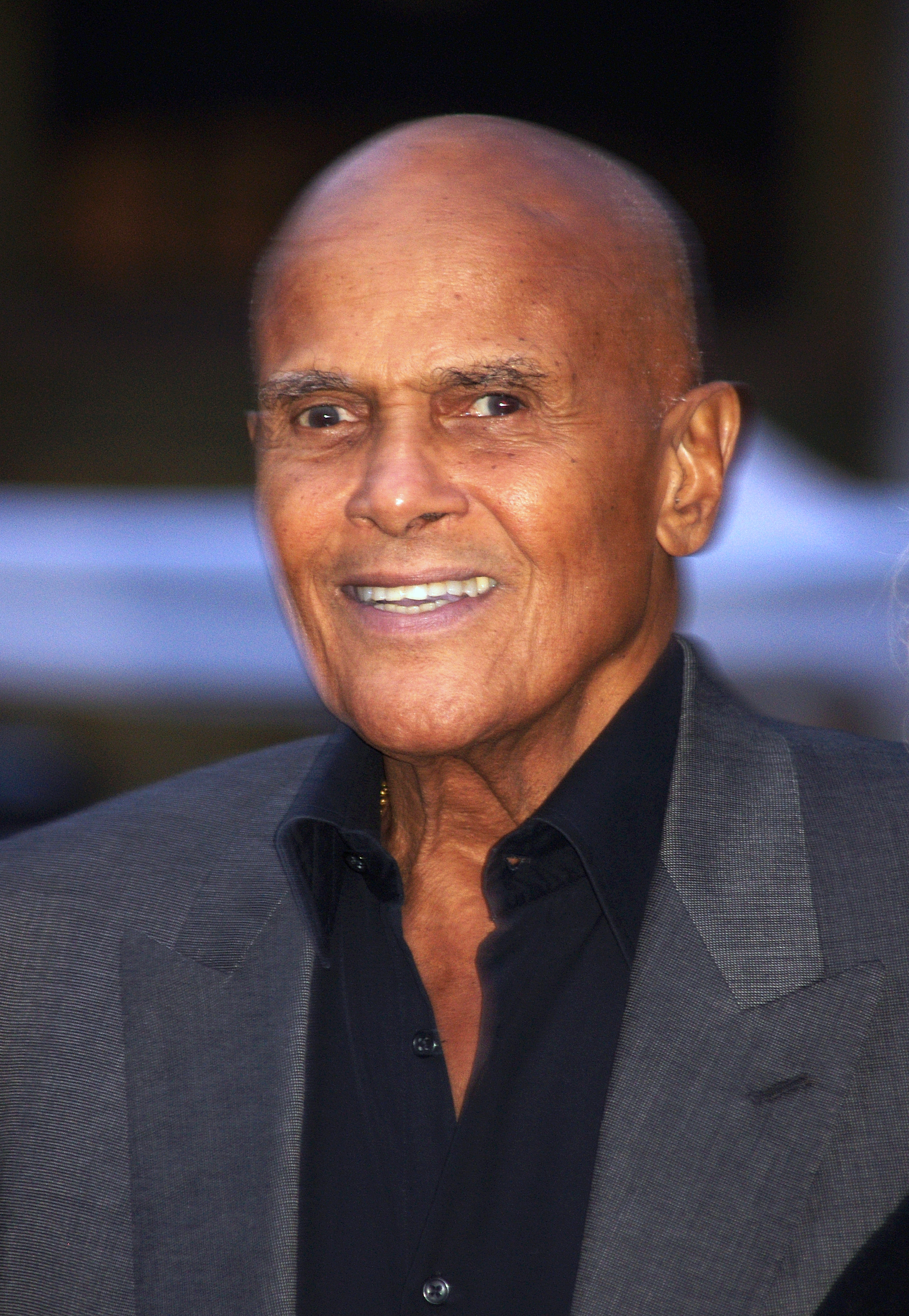
Dans le film BlacKkKlansman (2018), l'acteur Harry Belafonte narre le lynchage de Jesse Washington.

Bernstein avance que le lynchage de Washington a été un événement unique au sens où il a lieu dans une ville avec une réputation progressiste et a rassemblé des milliers de personnes excitées par la violence. Les actes similaires se produisaient généralement dans des villes plus petites avec bien moins de spectateurs. William Carrigan de l'université Rowan avance que la culture du centre du Texas a glorifié la violence vengeresse de la foule durant les décennies qui ont précédé le lynchage de Washington et affirme que cette culture de la violence explique pourquoi une attaque aussi violente a pu être publiquement célébrée. Hale postule que la mort de Washington marque une transition dans la pratique du lynchage en démontrant son acceptation dans les villes modernes du XXe siècle. Elle relève que ce lynchage illustre la manière dont les innovations technologiques comme le téléphone ou la photographie peuvent donner du pouvoir aux lyncheurs mais accroissent également la réprobation de leurs actes par la société.
Dans leur étude de 2004 sur le lynchage, Peter Ehrenhaus et A. Susan Owen comparent l'acte à un sacrifice en avançant que les habitants de Waco considéraient qu'ils étaient dans leur droit en éliminant Washington qu'ils imaginaient comme l'incarnation du Mal. Bernstein compare la brutalité des lyncheurs à la pratique du hanged, drawn and quartered (« pendu, trainé et équarri ») de l'Angleterre médiévale.
Amy Louise Wood de l'université d'État de l'Illinois écrit que l'événement est « un moment décisif dans l'histoire du lynchage » en avançant qu'avec la mort de Washington, « le lynchage a commencé à semer les graines de sa propre destruction ». Bien que le spectacle du lynchage bénéficie auparavant aux suprémacistes blancs, Wood affirme qu'après la mort de Washington, le mouvement anti-lynchage commence à inclure des images de brutalités raciales dans leurs campagnes. Carrigan note que la mort de Washington a reçu une plus grande attention du public que tous les autres lynchages ayant eu lieu aux États-Unis et voit dans l'événement un « tournant dans l'histoire de la violence populaire dans le centre du Texas ». Même si le scandale ne met pas un terme à la pratique, il aide à arrêter le soutien des autorités à ces actes. Carrigan avance que le lynchage a été « le moment le plus infâme de l'histoire du centre du Texas » jusqu'au siège de Waco, qui fait 83 morts en 1993.
Après l'arrêt de la pratique du lynchage dans le centre du Texas, l'événement reçoit peu d'attention contemporaine de la part des historiens locaux. Cependant, Waco reste durablement associée au racisme, image propagée par les livres d'histoire américains au grand dam des résidents blancs de la ville. Dans les années qui suivent le lynchage, les Afro-Américains tiennent souvent Waco en faible estime et certains considèrent les tornades de mai 1953 (en) qui ont tué 114 personnes dans la région comme un châtiment divin. Les dirigeants blancs de Waco choisissent une attitude non-violente en réponse aux manifestations du mouvement des droits civiques, possiblement pour éviter une nouvelle stigmatisation de la ville.
Dans les années 1990, Lawrence Johnson, un membre du conseil municipal de Waco, visionne des images de Washington au National Civil Rights Museum et commence à pétitionner pour qu'un monument commémore le lynchage. En 2002, Lester Gibson, un autre membre du conseil, propose qu'une plaque soit installée devant l'hôtel de ville où Washington a été lynché, réclamant en outre que la plaque exprime les excuses de la ville. La proposition est débattue puis rejetée. Dans les années 2000, l'idée d'un mémorial est relancée par la chambre de commerce de Waco et le représentant du comté de McLennan et le Waco Herald Tribune publient un éditorial en faveur d'un monument commémoratif sur le lieu du lynchage,. Certains descendants de Fryer se sont cependant opposés à l'érection d'un tel mémorial,. En 2016, la Texas Historical Commission approuve l'érection d'un marqueur historique commémorant l'évènement.

## Dans la culture
Le chanteur de blues Sammy Price enregistre une version de Hesitation Blues faisant référence au lynchage de Washington. Price a vécu à Waco durant sa jeunesse, peut-être au moment de la mort de Washington.
Dans son roman Sironia, Texas de 1952, le romancier Madison Cooper (en), qui habitait à Waco, a décrit un lynchage inspiré de celui de Washington.
Au cinéma, dans une scène du film BlacKkKlansman : J'ai infiltré le Ku Klux Klan sorti en 2018, le réalisateur Spike Lee emploie un montage en parallèle entre une description du lynchage par un personnage incarné par Harry Belafonte et une projection devant des membres du Ku Klux Klan du film Naissance d'une nation,.